# Ingolstadt
Ingolstadt är en kretsfri stad i förbundslandet Bayern i Tyskland. Folkmängden uppgår till cirka 142 000 invånare, med cirka 300 000 invånare i storstadsområdet. Ingolstadt är beläget vid floden Donau, cirka 70 kilometer norr om München och cirka 90 kilometer söder om Nürnberg, vid motorvägen A9.
Ett gravfält från cirka 1800 f.Kr. med intilliggande bosättning är de första tecknen på en bebyggelse på platsen för staden. Det första skriftliga beviset på Ingolstadts existens är i Karl den stores testamente från 806. Omkring 1250 fick Ingolstadt stadsrättigheter och senare också rättighet att utge egna mynt.
Från 1255 lydde staden under Oberbayern och var 1392-1445 residensstad för hertigarna av Bayern, varefter det tillföll Bayern-Landshut.
Under första världskriget var den framtida franska presidenten Charles de Gaulle fängslad som krigsfånge i ett av Tysklands största fångläger och det var beläget vid staden. Under sin fångenskap genomför de Gaulle fem misslyckade rymningsförsök. 
I staden finns biltillverkaren Audi och ett stort antal av dess underleverantörer och staden härbärgerar ännu fyra bryggerier. Ingolstadt är också en viktig kommunikationsknutpunkt i Bayern med sitt läge vid A9 mellan München och Berlin och en rangerbangård med anknytning till ett antal järnvägssträckningar i såväl nord-sydlig som öst-västlig riktning. 
I Ingolstadt finns två högskolor för i första hand yrkesinriktade högskolestudier. 1472–1800 var det senare Ludwig-Maximilians-Universität placerat i staden (efter några år i Landshut finns det sedan 1826 i München).
Ingolstadt är också den stad där romanen Frankenstein av Mary Shelley utspelar sig. 